# Чашковичі
Чашковичі (рос. Чашковичи) — присілок у Лодєйнопольському районі Ленінградської області Російської Федерації.
Населення становить 9 осіб. Належить до муніципального утворення Доможировське сільське поселення.

## Історія
Згідно із законом від 20 вересня 2004 року № 63-оз належить до муніципального утворення Доможировське сільське поселення.

## Населення
| 1838 | 1862 | 1926 | 1997 | 2007 | 2010 | 2014 |
| ---- | ---- | ---- | ---- | ---- | ---- | ---- |
| 66   | ↘55  | ↗90  | ↘11  | ↗12  | ↘11  | ↘9   |